# Susette Hirzel

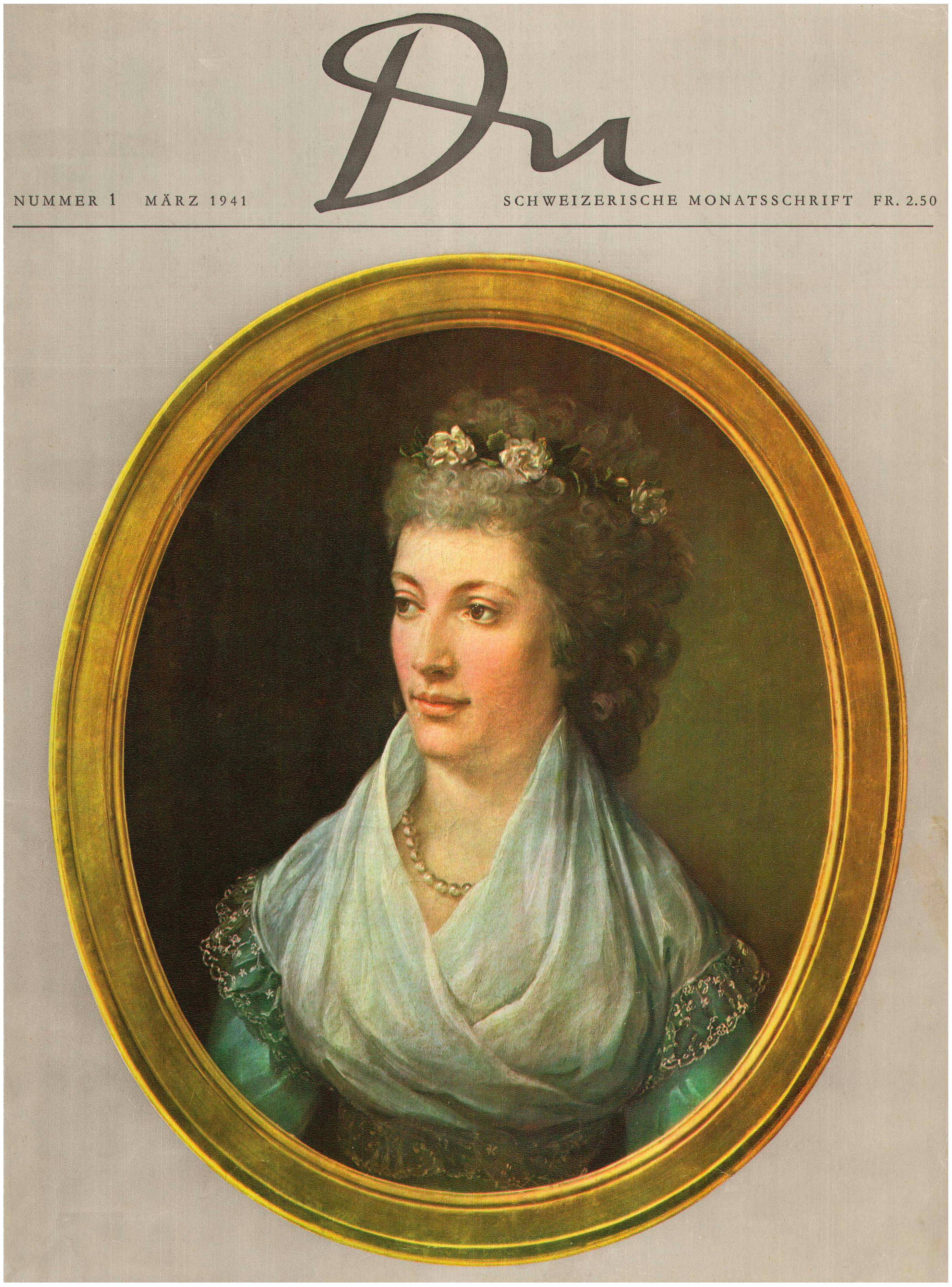
Titelbild der Zeitschrift Du aus dem Jahr 1941 mit einem Porträt von Susette Hirzel.

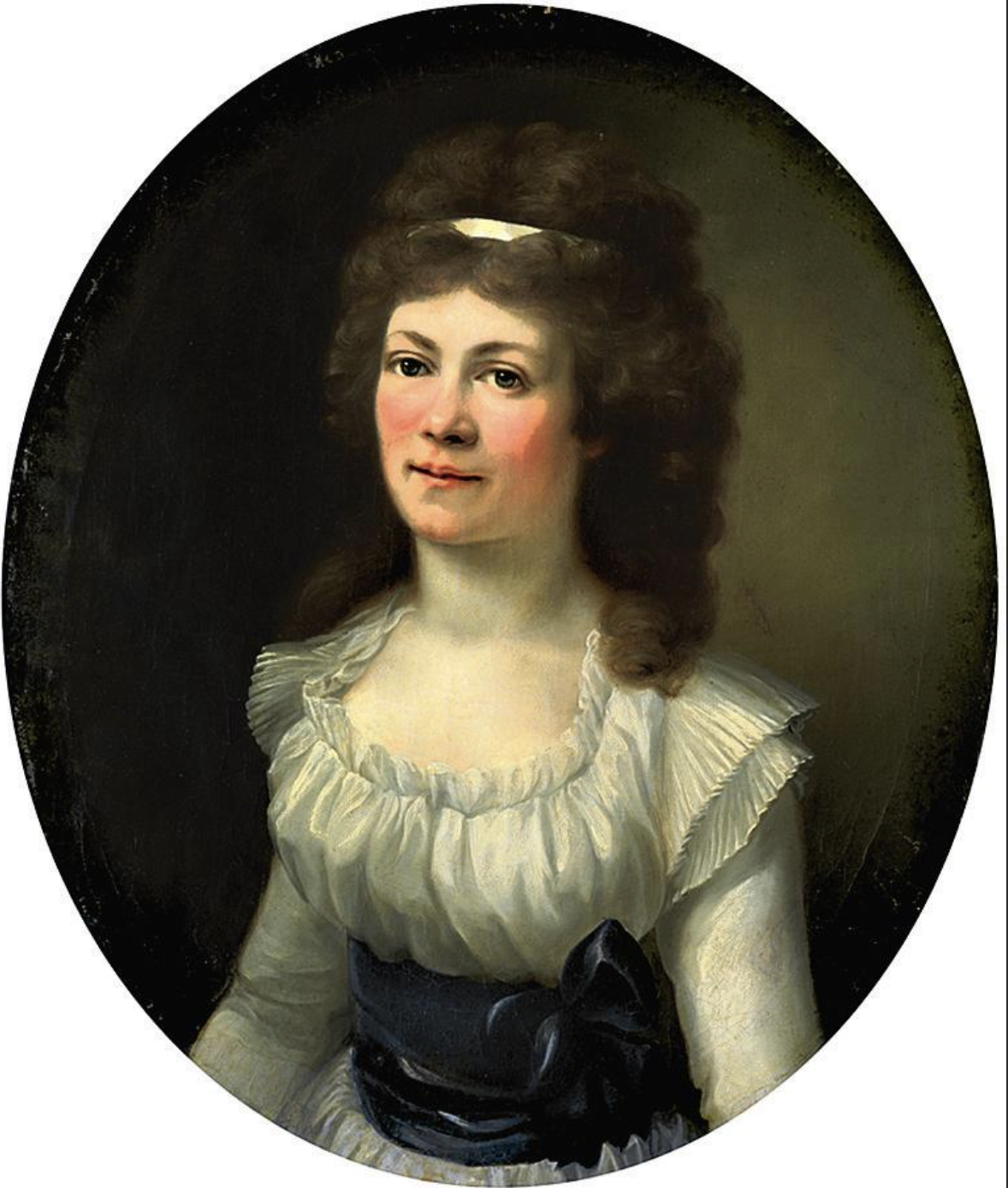
Frau Obmann Hirzel, zweite Ehefrau des Politikers und Verlegers Johann Heinrich Füssli (1745–1832)

Susette Hirzel, eigentlich Susanna Hirzel, (* 10. Januar 1769 in Zürich; † 9. Januar 1858 ebenda) war eine Schweizer Malerin.

## Leben
Susette Hirzel wurde 1769 als Tochter des Quartierhauptmanns und Constaffelpflegers Hans Conrad Hirzel und dessen Ehefrau Susanna Escher vom Glas geboren. Als viertes von fünf Kindern wuchs sie in Zürich und auf dem  Landsitz Zum Traubenberg in Zollikon auf. Früh wurde sie  durch ihre Familie gefördert, erhielt jedoch aus Standesgründen keine systematische Mal- und Zeichenausbildung. Kurzzeitig hatte sie Unterricht bei ihrem Onkel, dem Zürcher Landschafts- und Tiermaler Heinrich Hirzel-Meyer von Knonau, einem Schüler Johann Caspar Füsslis. Sie war später Privatschülerin beim Maler Johann Balthasar Bullinger und ab 1790 bei August Friedrich Oelenhainz.
Dieser Porträtist beeinflusste Hirzel stark. Während der 1790er Jahre entstanden zahlreiche Bildnisse im Stil des Klassizismus. Sie porträtierte Angehörige aus ihrem Familien- und Bekanntenkreis. Dabei steht bei den Werken nicht der soziale Status der Dargestellten im Mittelpunkt, sondern deren Persönlichkeit. In dem um 1800 entstandenen Doppelbildnis von David Hess und Anna Hirzel stellt sie das Paar in einer neuen Intimität dar, die bereits die Romantik andeutet.
In den Jahren 1799 und 1801 nahm sie an Ausstellungen der Künstlergesellschaft Zürich teil. Nach ihrer Heirat im Jahr 1801 mit dem Zürcher Ratsherrn Hans Conrad Ott sind keine künstlerischen Aktivitäten mehr nachweisbar. Als Gattin eines Ratsherren war ihr die Annahme von Malaufträgen und der Verkauf von Werken untersagt.